# Le Jardinier et son Seigneur
Le Jardinier et son Seigneur  est une fable extraite du livre IV de Jean de La Fontaine, situé dans le 1er recueil des Fables de La Fontaine, édité pour la première fois en 1668 et dédié  à Mlle de Sévigné, fille de la célèbre marquise, écrivaine ayant soutenu La Fontaine dans son entreprise littéraire.

## Description
Cette fable inventée par l'auteur aurait pu s'inspirer, mais d'assez loin, de l'humaniste et érudit allemand, Joachim Camerarius (1500 - 1574) et de son recueil « De mal en pis », « Narrationes Aesopicae», Leipzig 1570.
Elle est construite selon le plan traditionnel d'un apologue : récit de 57 vers, adoptant une progression narrative et reposant sur une anecdote (un jardinier, dont le jardin saccagé par un lièvre, demande assistance à son seigneur qui finit par piller son jardin) et une morale de quatre vers ; remarque sur l'énonciation du récit : s'y mêle la narration à des dialogues, un aparté (du jardinier), mais aussi des commentaires de l'auteur).

## Texte:Le Jardinier et son Seigneur
Un amateur du jardinage,

Demi-bourgeois, demi-manant,

Possédait en certain Village

Un jardin assez propre, et le clos attenant.

Il avait de plant vif fermé cette étendue.

Là croissait à plaisir l'oseille et la laitue,

De quoi faire à Margot pour sa fête un bouquet,

Peu de jasmin d'Espagne, et force serpolet.

Cette félicité par un Lièvre troublée

Fit qu'au Seigneur du Bourg notre homme se plaignit.

« Ce maudit animal vient prendre sa goulée

Soir et matin, dit-il, et des pièges se rit ;

Les pierres, les bâtons y perdent leur crédit :

Il est Sorcier, je crois. -Sorcier ? je l'en défie,

Repartit le Seigneur . Fût-il diable, Miraut,

En dépit de ses tours, l'attrapera bientôt.

Je vous en déferai, bon homme, sur ma vie.

- Et quand ? - Et dès demain, sans tarder plus longtemps ». 

La partie ainsi faite, il vient avec ses gens.

« Çà, déjeunons, dit-il : vos poulets sont-ils tendres ?

La fille du logis, qu'on vous voie, approchez :

Quand la marierons-nous ? quand aurons-nous des gendres ?

Bon homme, c'est ce coup qu'il faut, vous m'entendez

Qu'il faut fouiller à l'escarcelle ».

Disant ces mots, il fait connaissance avec elle,

Auprès de lui la fait asseoir,

Prend une main, un bras, lève un coin du mouchoir,

Toutes sottises dont la Belle

Se défend avec grand respect ;

Tant qu'au père à la fin cela devient suspect.

Cependant on fricasse, on se rue en cuisine.

« De quand sont vos jambons ? ils ont fort bonne mine.

- Monsieur, ils sont à vous. - Vraiment ! dit le Seigneur

Je les reçois, et de bon cœur ». 

Il déjeune très bien ; aussi fait sa famille,

Chiens, chevaux, et valets, tous gens bien endentés :

Il commande chez l'hôte, y prend des libertés,

Boit son vin, caresse sa fille.

L'embarras des chasseurs succède au déjeuné.

Chacun s'anime et se prépare :

Les trompes et les cors font un tel tintamarre

Que le bon homme est étonné.

Le pis fut que l'on mit en piteux équipage

Le pauvre potager ; adieu planches, carreaux ;

Adieu chicorée et poireaux ;

Adieu de quoi mettre au potage.

Le Lièvre était gîté dessous un maître chou.

On le quête ; on le lance, il s'enfuit par un trou,

Non pas trou, mais trouée, horrible et large plaie

Que l'on fit à la pauvre haie

Par ordre du Seigneur ; car il eût été mal

Qu'on n'eût pu du jardin sortir tout à cheval.

Le bon homme disait : « Ce sont là jeux de Prince ».

Mais on le laissait dire ; et les chiens et les gens

Firent plus de dégât en une heure de temps

Que n'en auraient fait en cent ans

Tous les lièvres de la Province.

Petits Princes, videz vos débats entre vous :

De recourir aux rois vous seriez de grands fous.

Il ne les faut jamais engager dans vos guerres,

Ni les faire entrer sur vos terres.
— Jean de La Fontaine, Fables de La Fontaine, Le Jardinier et son Seigneur

## Fable en anglais:The Gardener and His Lord
A lover of gardens, half cit and half clown,

Possess’d a nice garden beside a small town;

And with it a field by a live hedge inclosed,

Where sorrel and lettuce, at random disposed,

A little of jasmine, and much of wild thyme,

Grew gaily, and all in their prime

To make up Miss Peggy’s bouquet,

The grace of her bright wedding day.

For poaching in such a nice field–’twas a shame;

A foraging, cud-chewing hare was to blame.

Whereof the good owner bore down

This tale to the lord of the town:–

Some mischievous animal, morning and night,

In spite of my caution, comes in for his bite.

He laughs at my cunning-set dead-falls and snares;

For clubbing and stoning as little he cares.

I think him a wizard. A wizard! the coot!

I’d catch him if he were a devil to boot!

The lord said, in haste to have sport for his hounds,

I’ll clear him, I warrant you, out of your grounds;

To morrow I’ll do it without any fail.

The thing thus agreed on, all hearty and hale,

The lord and his party, at crack of the dawn,

With hounds at their heels canter’d over the lawn.

Arrived, said the lord in his jovial mood,

We’ll breakfast with you, if your chickens are good.

That lass, my good man, I suppose is your daughter:

No news of a son-in-law? Any one sought her?

No doubt, by the score. Keep an eye on the docket

,Eh? Dost understand me? I speak of the pocket.

So saying, the daughter he graciously greeted,

And close by his lordship he bade her be seated;

Avow’d himself pleased with so handsome a maid,

And then with her kerchief familiarly play’d,–

Impertinent freedoms the virtuous fair

Repell’d with a modest and lady-like air,–

So much that her father a little suspected

The girl had already a lover elected.

Meanwhile in the kitchen what bustling and cooking!

For what are your hams? They are very good looking.

They’re kept for your lordship. I take them, said he;

Such elegant flitches are welcome to me.

He breakfasted finely his troop, with delight,–

Dogs, horses, and grooms of the best appetite.

Thus he govern’d his host in the shape of a guest,

Unbottled his wine, and his daughter caress’d.

To breakfast, the huddle of hunters succeeds,

The yelping of dogs and the neighing of steeds,

All cheering and fixing for wonderful deeds;

The horns and the bugles make thundering din;

Much wonders our gardener what it can mean.

The worst is, his garden most wofully fares;

Adieu to its arbours, and borders, and squares;

Adieu to its chiccory, onions, and leeks;

Adieu to whatever good cookery seeks.

Beneath a great cabbage the hare was in bed,

Was started, and shot at, and hastily fled.

Off went the wild chase, with a terrible screech,

And not through a hole, but a horrible breach,

Which some one had made, at the beck of the lord,

Wide through the poor hedge! Twould have been quite absurd

Should lordship not freely from garden go out,

On horseback, attended by rabble and rout.

Scarce suffer’d the gard’ner his patience to wince,

Consoling himself–Twas the sport of a prince;

While bipeds and quadrupeds served to devour,

And trample, and waste, in the space of an hour,

Far more than a nation of foraging hares

Could possibly do in a hundred of years.

Small princes, this story is true,

When told in relation to you.

In settling your quarrels with kings for your tools,

You prove yourselves losers and eminent fools.
— Jean de La Fontaine, Fables de La Fontaine, The Gardener and His Lord